# Carl Dehner

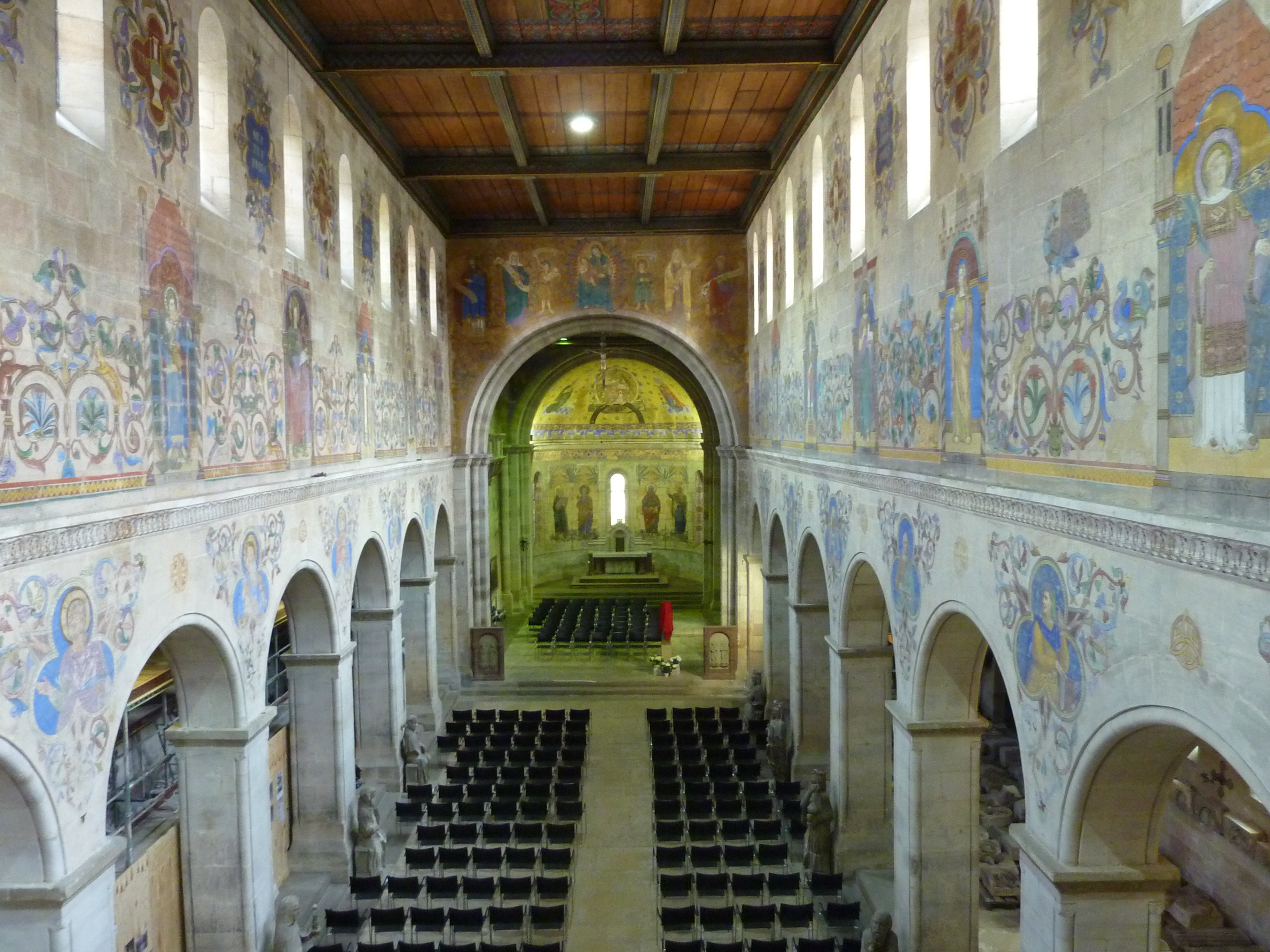
Johanniskirche in Schwäbisch Gmünd von der Westempore aus.

Carl Dehner (auch Karl Dehner; * 16. Januar 1846 in Rottenburg am Neckar; † 26. Juni 1928 ebenda) war ein württembergischer Maler, hauptsächlich Kirchenmaler.

## Leben
Nach fünf Jahren Lateinschule besuchte Dehner die Schwarzsche Kunstschule und machte gleichzeitig seine Malerlehre bei Josef Kaltenmark (1808–1876) in Rottenburg am Neckar. Danach ging er als Geselle auf Wanderschaft. 1864 begann er in Basel zu arbeiten, 1866 in Freiburg im Breisgau und 1867 schließlich in München, wo er sich weiter auf der Kunstakademie bildete. Im Jahr 1868 reiste er nach Rom, um dort Malereiwerke zu studieren und Kulissen zu malen. 1872 legte er die Meisterprüfung ab.
1873 gründete er in seiner Heimatstadt einen Betrieb und heiratete. 1885 baute er in Rottenburg seine eigene Werkstätte. 1896 arbeitete er wieder in München.

## Werke
(Quelle: )
- 1873–75 Ausmalung der Pfarrkirche St. Martin in Aulendorf
- 1875 Dekorationsmalereien in der Pfarrkirche St. Johannes Evangelist in Amtzell
- 1875 dekorative Bemalung des Mittelschiffs des Doms St. Martin in Rottenburg am Neckar zusammen mit Clemens Schraivogel
- 1876 Ausmalung der Kirche und Sakristei von Nordhausen bei Aalen
- 1876 Ausmalung der Pfarrkirche St. Peter und Paul in Mögglingen
- 1877 Wand- und Deckengemälde in der Filialkapelle in Westhausen (Gemeinde Westerhofen) bei Lauchheim
- 1877 maßgebliche Mitgestaltung des Schlosses Weißenstein im neogotischen Stil. Ausmalung der Decke im Wohntrakt, Gestaltung einer Reihe von Türen. Bis heute erhalten blieb die von ihm komplett gestaltete Schlosskapelle.[2]
- 1878–79 Ausmalung der Johanniskirche in Schwäbisch Gmünd (sein Hauptwerk)
- 1880 Ausmalung der Pfarrkirche St. Gallus in Heiligenbronn bei Schramberg
- 1880 Ausmalung der Lourdesgrotte in Weitingen bei Eutingen im Gäu
- 1881 Wand- und Deckengemälde in der Pfarrkirche St. Petrus und Jakobus in Nendingen bei Tuttlingen
- 1883 Ausmalung des Chores in der Pfarrkirche St. Jakobus von Seebronn
- 1884 Deckengemälde in der Pfarrkirche St. Nikolaus von Göttelfingen bei Eutingen im Gäu
- 1886 Ausmalung des Chores und Altarbild in der Pfarrkirche St. Konrad von Grünmettstetten bei Horb
- 1886 Ausmalung der Filialkapelle in Schönmünzach bei Baiersbronn
- 1887 Ausmalung und Gemälde Maria Königin der Engel in der Pfarrkirche Mariä Himmelfahrt in Kiebingen
- 1887 Bemalung der Decke und der Wände, Fassung der Altäre und Renovierung der Altarbilder in der Wurmlinger Kapelle
- 1893 Ausmalung des Chores und des Langhauses der Pfarrkirche St. Briccius in Wurmlingen
- 1895 Ausmalung der Torhalle und des Turmzimmers im Schloss Wachendorf
- 1895–97 Ausmalung der Wallfahrtskirche im Weggental bei Rottenburg
- 1896–98 ornamentale Ausmalung der Pfarrkirche St. Katharina in Wendelsheim
- 1898 Ausmalung des Chores der Pfarrkirche St. Stephanus in Eutingen im Gäu
- 1911 Ausmalung der Wurmlinger Kapelle
- Außerdem war Dehner als Krippenbauer und Bühnenbildner bekannt